# Gund von Numers

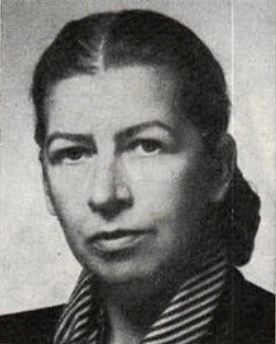
Gund von Numers.

Berglit Hildegund (Gund) Margerith von Numers Liljeblad, även känd som Gund von Numers-Snellman, född 28 augusti 1901 i Bennäs, Pedersöre, död 31 december 1984 i Västerås, var en finländsk författare. Hon var syster till Lorenz von Numers. 
Gund von Numers, som var dotter till järnvägstjänstemannen Gunnar von Numers och Hildur Lundahl, genomgick Heurlinska skolan i Åbo. Hon var chefredaktör för Våra kvinnor 1928–1929 och Mannerheims barnskyddsförbunds fadderortssekreterare 1943–1948. Hon ingick äktenskap första gången 1927 med generalmajor Aarne Snellman (stupad 1942 i fortsättningskriget) och andra gången 1948 med den svenske civilingenjören Ragnar Liljeblad. 
Gund von Numers är gravsatt i minneslunden på Hovdestalunds kyrkogård.